# Roullet-Saint-Estèphe
Roullet-Saint-Estèphe är en kommun i departementet Charente i regionen Nouvelle-Aquitaine i västra Frankrike. Kommunen ligger  i kantonen La Couronne som ligger i arrondissementet Angoulême. År 2022 hade Roullet-Saint-Estèphe 4 334 invånare.

## Befolkningsutveckling
Antalet invånare i kommunen Roullet-Saint-Estèphe
Referens:INSEE